# قائمة مساجد اليابان

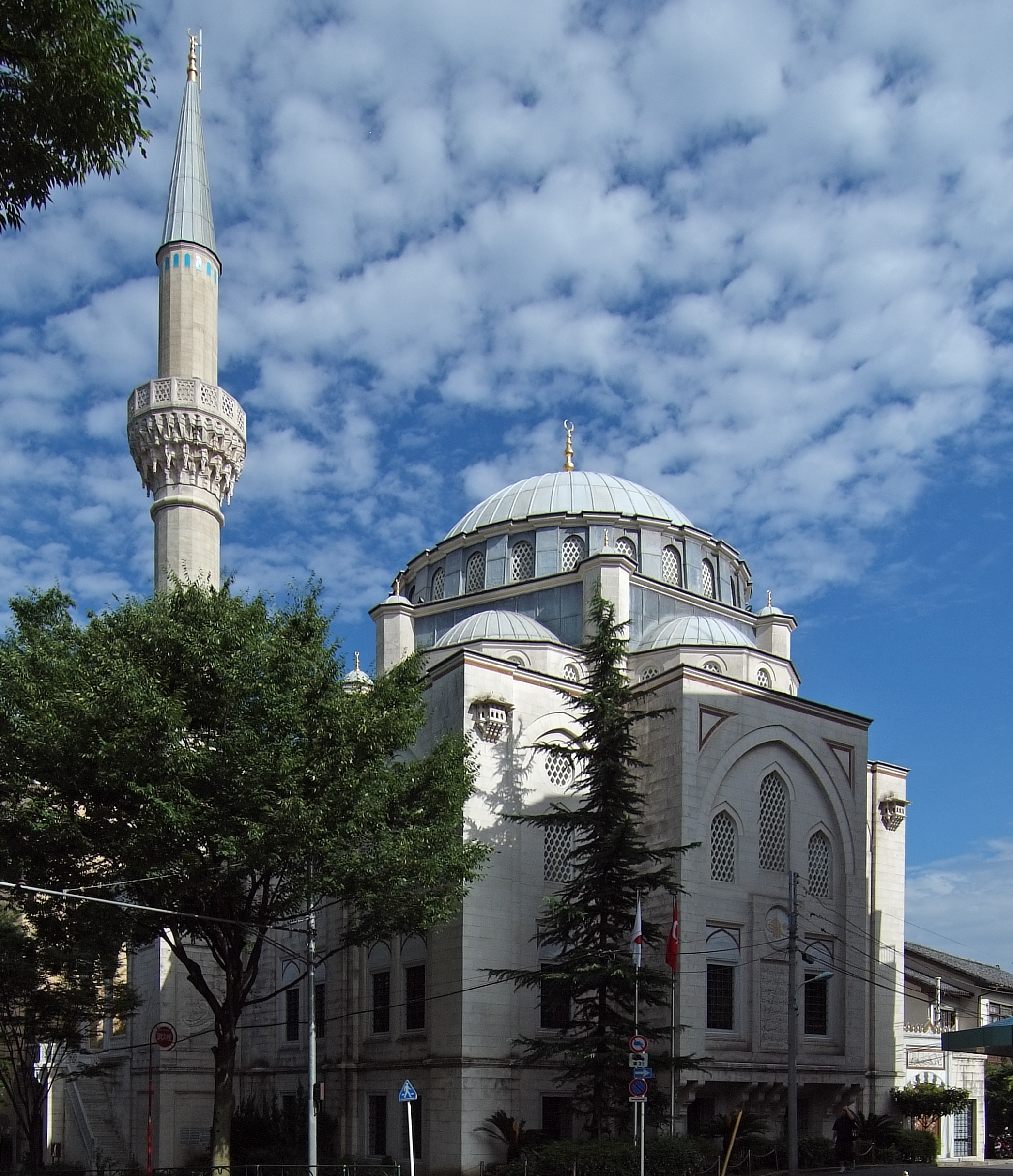
مسجد طوكيو

## قائمةبمساجدفياليابان:
- مسجد فوكوكا
- مسجد كوبيه
- مسجد طوكيو
- مسجد دار الأرقم
- مسجد كاماتا[1]